# Norio Nagayama
Norio Nagayama (永山 則夫 "Nagayama Norio"?, 27 de junio de 1949 – 1 de agosto de 1997) fue un asesino y novelista japonés.

## Biografía
Nagayama nació en Abashiri, Hokkaido y creció en un hogar desestructurado. Se mudó a Tokio en 1965 y, mientras trabajaba en el distrito de Shibuya de Tokio, fue testigo de los tiroteos de Zama y Shibuya.
Nagayama mató a cuatro personas con una pistola entre el 11 de octubre y el 5 de noviembre de 1968. Les robó a las dos últimas víctimas 16.420 yenes. Fue detenido el 7 de abril de 1969. Cuando fue arrestado, tenía 19 años y la ley japonesa lo consideraba menor de edad.
El Tribunal del Distrito de Tokio lo condenó a muerte en 1979, aunque el Tribunal Superior de Tokio lo anuló y le impuso una pena de cadena perpetua en 1981. La Corte Suprema de Japón revocó la decisión del tribunal superior en 1983. Esta sentencia se considera hoy en día como una decisión que marca un hito en la aplicación de la pena de muerte en Japón. Posteriormente, el tribunal superior lo condenó a muerte en 1987, decisión que el Tribunal Supremo confirmó en 1990.
En prisión, Nagayama escribió muchas novelas y se convirtió en una figura pública. Su primer trabajo publicado fue "Lágrimas de ignorancia" (無知の涙 'Muchi no Namida'?)  en 1971. En 1983, recibió un premio por la novela "Puente de madera" (木橋 'Kibashi'?). La comunidad de escritores japoneses estaba incómoda con su éxito, dada su condición de asesino convicto. Fue rechazado por la Asociación de Escritores de Japón, pero recibió un reconocimiento similar en Sarre, Alemania en 1996.
Su sentencia de muerte fue impugnada hasta su repentina ejecución el 1 de agosto de 1997, sólo 34 días después del arresto de "Seito Sakakibara", el autor de 14 años de edad de los asesinatos de Kobe. Su última voluntad fue que se establezca una fundación para ayudar a los más pobres. El 1 de agosto de 1997 fue ahorcado en el Centro de Detención de Tokio. No hizo ninguna declaración final.
Un documental de 1969 del director japonés Masao Adachi cuenta la historia de Nagayama a través de información biográfica en una voz en off narrada por el propio director. En lugar de editar metraje de archivo o escenificar escenas con actores, Adachi emplea un enfoque de observación, filmando los lugares pertinentes a la vida de Nagayama (incluido el lugar donde tuvo lugar sus asesinatos) para expresar la influencia que los entornos tienen en la política, la posición social/clase social y psicología.

## Víctimas
1. Masanori Nakamura (中 村 公 紀, Nakamura Masanori)
2. Tomejirō Katsumi (勝 見 留 次郎, Katsumi Tomejirō)
3. Tetsuhiko Saitō (斎 藤 哲 彦, Saitō Tetsuhiko)
4. Masaaki Itō (伊藤 正 明, Itō Masaaki)

## Obras
- Muchi no Namida (無知の涙?  1971)
- Ai ka Mu ka (愛か無か?  1973)
- Kibashi (木橋?  1984)
- Soren no Tabigeinin (ソ連の旅芸人?  1986)
- Sutego Gokko (捨て子ごっこ?  1987)
- Shikei no Namida (死刑の涙?  1988)
- Nazeka Umi (なぜか 海?  1989)
- Isui (異水?  1990)
- Hana (華?  1997)